# 2004年アテネオリンピックのドイツ選手団
2004年アテネオリンピックのドイツ選手団（2004ねんアテネオリンピックのドイツせんしゅだん）は、2004年8月13日から8月29日にかけてギリシャの首都アテネで開催された2004年アテネオリンピックのドイツ選手団、およびその競技結果。

## 概要
今大会は金メダル13個、銀メダル16個、銅メダル20個の合計49個のメダルを獲得した。

## メダル
| メダル | 選手名 | 競技       | 種目                     |
| ------ | --- | ---------- | ------------------------ |
| 金     | イエンス・フィードラー シュテファン・ニムケ レネ・ウォルフ                                                                                  | 自転車     | 男子チームスプリント     |
| 金     | イボンヌ・ベニシュ | 柔道       | 女子57kg以下級           |
| 金     | アンナ・ドゴナゼ | 体操       | 女子トランポリン個人     |
| 銀     | ナディーネ・クライネルト | 陸上       | 女子砲丸投               |
| 銀     | シュテフィ・ネリウス | 陸上       | 女子やり投               |
| 銀     | シュテフェン・ドリーゼン イェンス・クルッパ トーマス・ルプラト ラルス・コンラッド ヘルゲ・ミーウ                                            | 競泳       | 男子4×100mメドレーリレー |
| 銀     | ユーディト・アルント | 自転車     | 女子ロードレース         |
| 銅     | アンテ・ブシュシュルテ | 競泳       | 女子200m背泳ぎ           |
| 銅     | アンネ・ポレスカ | 競泳       | 女子200m平泳ぎ           |
| 銅     | フランツィスカ・ファン・アルムジック ペトラ・ダルマン アンテ・ブッシュシュルテ ハナ・シュトックバウアー ヤニナ・ゲーツ サラ・ハースティック | 競泳       | 女子4×200m自由形リレー   |
| 銅     | アンテ・ブッシュシュルテ サラ・ポーベ フランツィスカ・ファン・アルムジック ダニエラ・ゴッツ                                                 | 競泳       | 女子4×100mメドレーリレー |
| 銅     | レネ・ウォルフ | 自転車     | 男子スプリント           |
| 銅     | シュテファン・ニムケ | 自転車     | 男子1kmタイムトライアル  |
| 銅     | ギド・フルスト | 自転車     | 男子ポイントレース       |
| 銅     | ザビーネ・シュピッツ | 自転車     | 女子クロスカントリー     |
| 銅     | ミヒャエル・ユラック | 柔道       | 男子100kg以下級          |
| 銅     | ユリア・マティヤス | 柔道       | 女子48kg以下級           |
| 銅     | アネット・ベーム | 柔道       | 女子70kg以下級           |
| 銅     | ヘンリク・シュテーリク | 体操       | 男子トランポリン個人     |
| 銅     | ルスタムホッツァ・ラヒモフ | ボクシング | 男子フライ級             |
| 銅     | ビタリ・タイベルト | ボクシング | 男子フェザー級           |